# (4385) Elsässer
(4385) Elsässer ist ein Asteroid des Hauptgürtels, der am 24. September 1960 vom Forscherteam Cornelis Johannes van Houten und Tom Gehrels im Rahmen des Palomar-Leiden-Surveys entdeckt wurde.
Der Asteroid gehört zur Themis-Familie, einer Gruppe von Asteroiden, die nach (24) Themis benannt wurde.
Der Asteroid ist nach dem deutschen Astronomen Hans Elsässer (1929–2003) benannt.